# 穆塔大學
穆塔大学, 于1981年在国王的决议下成立，该大学分为“军校区”和“民校区”，1984年，军校区已基本开始正常运作，该校区的永久地为“穆塔市”，1986年，在“高教部”的决议下成立“民校区”该校位于首都“安曼”南部135公里外的“卡拉克”市，距离“克拉克城堡”12公里。校园占地面积400亩，包含15各院系，其中7所理科院系：综合学院（计算机，会计等），工程学院（土木工程，机械工程等）医学院（临床医学，人体解剖学，皮肤学等），药剂学院，护理学院，科技学院，农业学院。7所文科院系：文学院（阿拉伯语文学，英语文学，欧洲文学等），工商学院，法学院，伊斯兰法学院（宗教原理，宗教法学等），社会学院（历史，地理等），教育学院，体育学院。此外“高等学院”独立于其他院校，该院校负责全校的研究生及博士生招收等职责。另有两个处级机构：学术研究院和学生处，院校累计发表105份学刊，其中学士学刊53份，42份硕士生学刊，9份博士学刊， 1份研究（生）学刊。

## 院系设置
农业学院
农业学院 , 始建于1994年， 该学院因考虑实操等原因， 未能设立于本部，该院校设立于距离首都安曼约125公里的 拉巴 市，距离学校本部约25公里，该院校包含以下专业：
- 植物培养学， 始创于1994年。
- 动物养殖学，始创于1996年。
- 食品制造学，始创于2002年。
- 保护学，始创于2010年。

目前上述所有专业均对 本科生 开放，但目前仅有植物培养学对研究生开放，尚未开放博士专业。
文学院 ，该院校始建于1990年，1985至1984年曾用名为"人文学"， 该院校现包含3个学科：阿拉伯语与文学，英语与文学，欧洲语，该学科目前包含法语-英语，目前考虑将新增 西班牙语-英语， 意大利语-英语专业。
截至2005年至2006年，该院校拥有不同学历的师资力量约为62名，均毕业于世界各地的高等院校，最低学历为研究生学历，但至少从事教学10年以上，拥有丰富的教学经验。
- 该院校始建时，收录学生约1206人，截至2005至2006学年第二学期就读于该院系的学生人数约1608人，且社会学院已从文学院分离，成为独立的院系，学生来自不同的国家，目前有来自中国，马来西亚，印度尼西亚，泰国，伊拉克，沙特阿拉伯等国家的学生。
- 该院系的3个学科均对本科生开放， 目前仅有阿拉伯语与文学及英语与文学对研究生开放，博士生目前开放的专业为：文学批评，语法，阿拉伯语等。
- 该院校每学年创办不同的学术论坛，且参与论坛的学术团队来自不同的院校以及不同的国家。